# Тремуй (Канталь)
Трему́й (фр. Trémouille, окс. Tremolha) — коммуна во Франции, находится в регионе Овернь. Департамент — Канталь. Входит в состав кантона Шан-сюр-Тарантен-Маршаль. Округ коммуны — Морьяк.
Код INSEE коммуны — 15240.
Коммуна расположена приблизительно в 390 км к югу от Парижа, в 60 км юго-западнее Клермон-Феррана, в 55 км к северу от Орийака.

## Население
Население коммуны на 2008 год составляло 194 человека.
| 1962 | 1968 | 1975 | 1982 | 1990 | 1999 | 2008 |
| ---- | ---- | ---- | ---- | ---- | ---- | ---- |
| 365  | 403  | 319  | 291  | 237  | 203  | 194  |

## Экономика

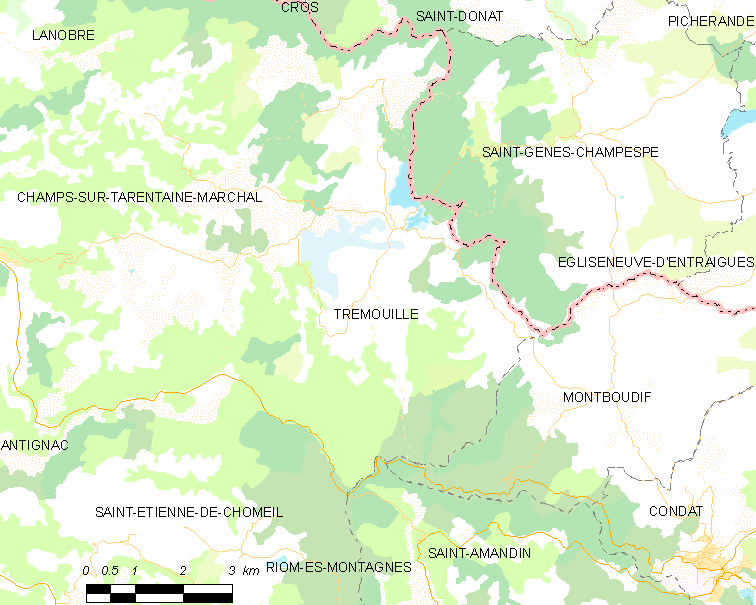
Карта коммуны

В 2007 году среди 114 человек в трудоспособном возрасте (15—64 лет) 69 были экономически активными, 45 — неактивными (показатель активности — 60,5 %, в 1999 году было 52,9 %). Из 69 активных работали 63 человека (36 мужчин и 27 женщин), безработных было 6 (2 мужчин и 4 женщины). Среди 45 неактивных 3 человека были учениками или студентами, 25 — пенсионерами, 17 были неактивными по другим причинам.

## Достопримечательности
- Церковь Сен-Мартен (XVI век). Памятник истории с 1980 года[3]